# 신다치정
신다치정(일본어: 信達町)은 일본 오사카부 센난군에 설치되었던 정이다. 현재의 센난시에 해당한다.